# Альварес, Глория
Глория Альварес (исп. Gloria Álvarez; 9 марта 1985, Гватемала (город)) — гватемальская журналистка, политолог и общественно-политическая деятельница. Ведущая радиопрограммы, известная публицистка. Координатор и пресс-секретарь Национального гражданского движения. Активно пропагандирует идеи либертарианства и республиканизма, жёстко критикует режимы «социализма XXI века».

## Образование, работа, программа
Родилась в семье эмигрантов из стран «реального социализма». Отец по национальности кубинец, мать — венгерка . Работала торговым служащим в магазине. Окончила гватемальский Университет Франсиско Мароккин по курсу политологии и социальных наук. Получила степень магистра международных отношений в Римском университете Ла Сапиенца.
Глория Альварес придерживается правых политических взглядов, выступает как идеолог радикального либертарианства. Она активно участвует в гватемальской политике в качестве координатора и пресс-секретаря Национального гражданского движения (MNC). Ведёт общественно-политическую радиопрограмму Viernes de Gloria — Пятница с Глорией.

## «Республиканка против популизма»
Широкую известность Глория Альварес получила в конце 2014 года, после своего выступления на сессии Ибероамериканского молодёжного парламента в Сарагосе. Её речь с призывом «демонтировать популизм» стала хитом YouTube. Фраза Альварес El populismo ama tanto a los pobres que los multiplica — Популизм так любит бедных, что умножает их количество — превратилась в популярный мем.
Альварес подвергает жёсткой критике коммунистический режим братьев Кастро на Кубе, сандинистский режим Ортеги—Мурильо в Никарагуа, латиноамериканские правительства «социализма XXI века» (Чавеса-Мадуро в Венесуэле, Корреа в Эквадоре, Моралеса в Боливии) — за диктаторские методы правления, «зверские нарушения прав человека», «покупку голосов».
Термином «популизм» в негативном значении Глория Альварес обозначает политику коммунизма и левого авторитаризма. Этому явлению она противопоставляет политический республиканизм и идейное либертарианство, «гарантирующее людское разнообразие». В общем и целом её позиция характеризуется как Populismo vs República — Республиканство против популизма.
В то же время оппоненты Глории Альварес отмечают, что её критике подвергается только левый популизм и авторитаризм, тогда как популизм правоавторитарный — например, гватемальских президентов Эфраина Риоса Монтта или Отто Переса Молины — встречает скорее одобрение.
Глория Альварес посещала Испанию, Аргентину, Уругвай (в двух последних странах у власти были левые правительства Киршнер и Мухики), вела полемику с левыми молодёжными организациями. К острому конфликту привела в январе 2015 года лекционная поездка Глории Альварес в Никарагуа. Сандинистская студенческая организация грозила физическими методами сорвать выступление Альварес в Политехническом университете Манагуа. В столичном аэропорту Альварес подверглась задержанию и допросу.

Только трусы предпочитают обмениваться пулями вместо обмена словами.

Глория Альварес.

## В национальной и международной политике
Глория Альварес участвует в гватемальской политике как аналитик и пропагандист правого направления. Однако она не баллотируется в парламент и не вступает в политические партии — считая, что общественное движение MNC, радио и Интернет являются более эффективными инструментами. Критикует большинство гватемальских политиков за коррумпированность и отсутствие перспективных проектов. Выступает в защиту генерала Эфраина Риоса Монтта, обвиняемого в военных преступлениях. Альварес категорически отвергает обвинения Риоса Монтта в этническом геноциде индейцев майя, указывая на тот факт, что многие индейцы состояли в проправительственных Патрулях гражданской самообороны.
Деятельность Глории Альварес не ограничивается Гватемалой. Она активно участвует в правых информационно-политических проектах Иберо-Америки. Контактирует с кубинской антикоммунистической эмиграцией, поддерживает связи с правоконсервативными партиями нескольких латиноамериканских стран, включая сальвадорский Националистический республиканский альянс.